# Christian Drecke
Christian Drecke (* 9. März 1985) ist ein ehemaliger deutscher Handballspieler.

## Karriere
Drecke spielte anfangs für die Hamburger Turnerschaft von 1816 (HT 16), die HG Norderstedt und den TSV Ellerbek. Von 2004 bis 2016 lief der 2,00 Meter große Rückraumspieler für den Zweitligisten TSV Altenholz auf. Im Sommer 2016 wechselte er zum Oberligisten SG Wift. In der Saison 2017/18 lief er für den Schleswig-Holstein Ligisten HSG Eider Harde auf. Nachdem Drecke anschließend nicht aktiv gewesen war, schloss er sich im Februar 2020 dem Regions-Oberligisten MTV Dänischenhagen an, für den er bis zum Saisonende 2019/20 zwei Partien bestritt.
Von Beruf ist Christian Drecke Verlagskaufmann.